# Eulophia rolfeana
Eulophia rolfeana är en orkidéart som beskrevs av Friedrich Fritz Wilhelm Ludwig Kraenzlin. Eulophia rolfeana ingår i släktet Eulophia och familjen orkidéer. Inga underarter finns listade i Catalogue of Life.